# Hendrik Thyssen
Josephus Hubertus Henricus Thyssen, detto Henri (Roermond, 28 ottobre 1862 – Enschede, 22 gennaio 1926), è stato un compositore e direttore d'orchestra olandese e direttore del coro maschile di Roermond nel Limburgo Olandese dal 1886 al 1911.

## Biografia
Hendrik Thyssen nacque a Roermond il 28 ottobre 1862. Sulle note di Gerard Krekelberg, scrisse il testo dell'inno nazionale del Limburgo Limburg mijn Vaderland che fu eseguito per la prima volta dal coro di Roermond diretto dallo stesso Thyssen il 31 gennaio 1909. 
Thyssen scrisse, inoltre, l'inno della Città di Roermond Oud en trouw Roermond.